# Xanthorhoe lepidaria
Xanthorhoe lepidaria är en fjärilsart som beskrevs av Hugo Theodor Christoph 1880. Xanthorhoe lepidaria ingår i släktet Xanthorhoe och familjen mätare. Inga underarter finns listade i Catalogue of Life.